# Diaethria
Diaethria es un  género de lepidópteros perteneciente a la familia Nymphalidae. Se encuentran en los Neotrópicos desde México a Paraguay. 
Las especies de este género se denominan comúnmente ochenta y ocho como los géneros relacionados Callicore y Perisama, en referencia a los patrones característicos en la parte inferior de las alas traseras de muchos. En Diaethria, el patrón consta de puntos negros rodeados de líneas concéntricas blancas y negras, y normalmente se parece a los números "88" u "89".

## Especies
Especies seleccionadas:
- Diaethria anna (Guérin-Méneville, 1844)
- Diaethria astala (Guérin-Méneville, 1844)
- Diaethria asteria (Godman & Salvin, 1900)
- Diaethria candrena (Godart, 1824)
- Diaethria clymena (Cramer, 1775)  = Papilio clymena Cramer, 1775
- Diaethria eluina (Hewitson, 1852)
- Diaethria euclides (Latreille, 1809)
- Diaethria eupepla (Godman & Salvin, 1874)
- Diaethria gabaza (Hewitson, 1852)
- Diaethria gueneei (Röber, 1914)
- Diaethria lidwina
- Diaethria metiscus
- Diaethria neglecta (Salvin, 1869)
- Diaethria panthalis
- Diaethria pavira
- Diaethria phlogea (Godman & Salvin, 1868)